# Siergiej Sołowjow (piłkarz)
Siergiej Aleksandrowicz Sołowjow, ros. Сергей Александрович Соловьёв (ur. 24 lutego?/9 marca 1915 w Sokole, w guberni wołogodzkiej, Imperium Rosyjskie, zm. 12 lutego 1967 w Moskwie, Rosyjska FSRR, ZSRR) – rosyjski piłkarz, grający na pozycji napastnika, hokeista, trener piłkarski.

## Kariera piłkarska

### Kariera klubowa
Wychowanek zespołu fabryki Czerwona Zwiezda Sokoł (zespół związku zawodowego przemysłu papierniczego). Rozpoczął karierę piłkarską w amatorskim klubie Dinamo Wołogda. W 1937 roku został powołany do wojska, gdzie bronił barw zespołu Leningradzkiego Okręgu Wojskowego. Po zakończeniu służby wojskowej pozostał w Leningradzie, a w 1939 roku został piłkarzem Dinama Leningrad. 5 maja 1940 debiutował w składzie Dinama Moskwa, w którym występował do końca kariery w piłce nożnej w 1952 roku.

## Kariera hokeisty
Oprócz piłki nożnej Sołowjow uprawiał hokej na lodzie (mistrz ZSRR w 1947) oraz bandy (mistrz ZSRR 1951 i 1952 rok).

## Kariera zawodowa
Po zakończeniu kariery piłkarskiej w latach 1954-1967 pracował na stanowisku trenera w juniorskich i młodzieżowych zespołach Dinama Moskwa. Wcześniej w 1953 ukończył szkołę trenerów przy GCOLIFK w Moskwie. Zmarł 12 lutego 1967 w Moskwie. Został pochowany na cmentarzu Gołowinskim.

## Sukcesy i odznaczenia

### Sukcesy klubowe
- mistrz ZSRR: 1940, 1945, 1949
- wicemistrz ZSRR: 1946, 1947, 1948, 1950
- brązowy medalista Mistrzostw ZSRR: 1952
- finalista Pucharu ZSRR: 1945, 1949, 1950

### Sukcesy indywidualne
- król strzelców Mistrzostw ZSRR: 1940 (21 gol), 1947 (14 goli), 1948 (25 goli)
- wybrany do listy 33 najlepszych piłkarzy ZSRR: Nr 1 (1950), Nr 2 (1948)
- członek Klubu Grigorija Fiedotowa: 164 goli
- rekordzista mistrzostw ZSRR w prędkości strzelonych bramek: trzy bramki w ciągu 3 minut (1948)
- rekordzista klubu Dinama Moskwa w ilości strzelonych goli w mistrzostwach ZSRR: 127 goli.

### Odznaczenia
- tytuł Mistrza Sportu ZSRR
- tytuł Zasłużonego Mistrza Sportu ZSRR: 1945